# Saccopharynx thalassa
Saccopharynx thalassa és el nom científic d'una espècie de peix abisal pertanyent al gènere Saccopharynx. És una espècie batipelágica que habita en la zona oriental de l'oceà Atlàntic, entre Madeira i Canàries; també apareix en la zona occidental de l'Atlàntic en les Bermudes.